# المراقبة والمعاقبة
المراقبة والمعاقبة هو كتاب للفيلسوف والباحث الاجتماعي الفرنسي ميشيل فوكو. نشر في فرنسا عام 1975 باسم Surveiller et punir: Naissance de la prison، ثم ترجم إلى الإنجليزية في عام 1977 باسم Discipline and Punish.
ويعنى الكتاب في فحص الآليات الاجتماعية والنظرية التي كانت وراء الاختلاف الرهيب بين نظم العقاب في العصر القديم والعصر الحديث.
ويبدأ الكتاب بمشهد دراماتيكي لعملية تنفيذ حكم الإعدام على المتهم روبرت فرانسوا داميان، في الثاني من أذار من سنة 1757 الذي حاول اغتيال الملك لويس الخامس عشر. في الصفحة المقابلة وضع الكاتب صورة لمخطط سجن صمم بعد 80 عاماً فقط. ويتساءل فوكو عن الطريقة التي تغير من خلالها المجتمع مركزاً على النموذج الفرنسي فيما يخص معاقبة المدانين في مدة قصيرة وسريعة إلى هذا الحد. يطرح الكاتب صورتان لنمطين متقابلين مما يطلق عليه فوكو سياسة تكنولوجيا العقاب:
- العقاب الملكي: ويشتمل على قمع الجماهير من خلال تنفيذ عمليات إعدام وتعذيب وحشية ويقع ذلك ضمن مسار التعذيب العلني، ويتبع ذلك محاصرة المتهم بحيث تمارس السلطة وحدها القرار دون النظر أو السماع إلى المتهم أو الاكتراث بأمر العامة، ودون تقديم اية أدلة أو براهين امام المتهم أو العامة سوى الاعتراف الذي من الممكن ان يكون مكره أو مجبر، وبذلك يمثل هذا النمط قواعد يعرفها المتخصصون وحدهم ضمن النمط الاستقصائي.
- العقاب التأديبي: وهو ما يقول فوكو بأنه يمارس في العصر الحديث.وهو التحول في كيفية توظيف الجسد بالذات من قبل العلاقات السلطوية. يمنح العقاب التأديبي كلاً من (المعالج النفسي، منفذ البرامج، الضابط في السجن) سلطة على (السجين أو المتعلم أو المريض)، ومما يلفت الانتباه أن المدة التي يتوجب على السجين مثلاً أن يقضيها في السجن تتوقف على رأي المختصين. هذها النمط أطلق عليه الكاتب حقبة الرزانة العقابية، لا شك ان ابقاء عمق تعذيبي ضمن الآليات الحديثة للعدالة بقي حتى يومنا هذا الا انه من الملاحظ خضوعه لنظام من السيطرة وبشكل سري لا يمكن رؤيته. فالتكفير الذي يتكالب على الجسد قد استبدل بقصاص يعمل بالعمق في القلب والفكر والإرادة، فيتناول القصاص الروح قبل الجسم وهو حالة انعاس بشكل أو بأخر لنمطية الأنضباط العام لجسد الفرد الذي يشكل مجموع المجتمع ككل.

ان نمط السلطة الانضباطية يعزز ويقوي مبدأ تنمية فعل الإخضاع وفاعلية التابعين لهذا الخضوع، وهي عبارة عن سلطة مخفية غير مرئية تجسد البعد الميكروساسي لثنائية السلطة والمجتمع، وهو فعل تقوم به مؤسسات متخصصة كالاصلاحيات والمدراس والمستشفيات والسجون فهي حالة ممتدة تشكل غالبية مقاصد الحياة العامة والخاصة حتى. فمثلا ان من شأن مؤسسة السجن ان تعمل على فرض الاكراهات الانضباطية التي لا تستند إلى قانون بقدر ما تستند إلى مبدأ التطبيع عبر الخضوع إلى المعايير والقواعد. وأيضا في المدارس اذ تستطيع السلطة ان تفرض الانضباط على حياة الطلاب وتعاملهم ضمن مسار ممنج ونظم ومنهجية التعليم بذاتها وسياسات التعليم مما يوجد الانضباط المؤسس من قبل السلطة المركزية. ويركز موقع الانضباط على الجزء المركزي من المجتمع ويتمثل ذلك بجسد الفرد ضمن مسوغات التطويع والتدريب والاستجابة، وهو ما يطلع عليه الكاتب تحول الجسد إلى آلة،(الجسد_ آلة)، وهو يشكل حالة الاستثمار الاقتصادي والسياسي للفرد. هكذا تتحول الدولة إلى قوة تستحوذ على حياة الفرد بكل تفاصيلها بدون ان ينظر اليها بأنها جرمية أكثر من الجريمة المرتكبة عندما كانت تمارس العنف الدموي والصادم. مع ذلك لم يعد الإنسان في كلتا الحالتين وتحديداً في مسوغات السلطة الانضباطية حراً في عيشه وتصرفاته في ارائه ومعتقداته، لم يعد سيد نفسه بل أصبح آلة تعمل ضمن المسار السلطوي بمختلف اشكاله ومذاهبه، ولا تكتفي السلطة الانضباطية بالضغط على الافراد بل تحولهم إلى وسيلة لخدمة اهدافها البيولوجية.
يقارن فوكو في بحثه ما بين المجتمع الحديث وبين المشتمل (بانوبتيكون)، وهو تصميم أعده جيرمي بينتامز لمبنى سجن (وهذا التصميم لم ينفذ بشكله الأصلي في الواقع، لكنه كان ذي تأثير واضح)، في المشتمل يستطيع حارس واحد أن يراقب عدداً كبيراً من السجناء دون أن يتمكنوا من مشاهدته. السراديب المعتمة لسجون ما قبل الحداثة استبدلت بسجون في أبنية حديثة، لكن فوكو يحرص على أن يوضح أن «الرؤية أو العين تخدع». ويشير إلى أن المجتمع الحديث يستخدم هذه الرؤية لتطبيق نظام التحكم والسيطرة الخاص بالسلطة والمعرفة، وهما مصطلحان يرى فوكو أنهما متصلان ببعضهما بشكل جذري، حتى أنه يستخدمهما غالباً مقترنتين أو مدمجتين على نحو «معرفة ـ سلطة» (بالإنجليزية: power-knowledge)‏.
المزيد من الرؤية يقود إلى سلطة تتربع على مستوى متزايد من الفردية، يظهر من خلال قدرة المؤسسة على تعقب ومراقبة الأفراد طوال حياتهم. يشير فوكو إلى رهاب مستمر وشعور دائم بالرقابة يسري في المجتمع الحديث، بدءاً من السجون شديدة التحصين، المنازل المحمية، الموظفون، الشرطة، المعلمون، وصولاً إلى كل نشاطاتنا اليومية وظروف معيشتنا وسكنانا. كلها مرتبطة بالمراقبة (المتنبهة أو الغافلة) التي يقوم بها بعض الناس تجاه البعض الآخر، للتحقق من التزامهم بأنماط السلوك المقبولة.
من الملاحظ ان نمط العقاب عند الكاتب ميشيل فوكو يتدرج بصورة عكسية تماماً، فينتقل العقاب من حالته المرئية إلى الغير مرئية ومن حالة العلني آلة سياسات التخفي وعدم الظهور بالعلن، وتتجه أيضا بذلك ممارسات السلطة من الفيزيائي إلى الشامل أو العام الميركوفيزيائي وتتميز السلطة من سلطة تستند على شرعيتها وقوتها في سبيل الحفاظ على مكانتها إلى سلطة انضباطية تعمل بشكل مجهري من مختلف الاماكن وعلى كافة الاصعدة سياسية واقتصادية واجتماعية وثقافية وغيرها، ضمن مؤسسات تستهدف المجتمع بشكل عام.

## روابط خارجية
- المراقبة والمعاقبة على موقع الموسوعة البريطانية (الإنجليزية)